# URWERK
URWERK es una marca de relojes suizos, fundada en 1997 por Félix Baumgartner y Martin Frei, en Zúrich en Suiza. La sede central está en Ginebra en Suiza.

## Historia
En 1995, al acabar el curso en la escuela de relojería de Soleure, Félix Baumgartner conoció Martin Frei, licenciado en la Elevada Escuela de arte de Zúrich.
Se ponen rápidamente de acuerdo para proponer su visión del tiempo a través de la creación de una marca de relojes de lujo. URWERK ha sido fundado en 1997, año durante el que se presentaron están presentadas los primeros relojes UR-101 y UR-102.
El nombre de la marca se compone de dos palabras: "Ur" y "Werk".
Ur es una ciudad de Mesopotamia donde se encuentran vestigios de relojes solares con más de 6000 años de antigüedad. El pueblo sumerio de la ciudad de Ur es al origen del cálculo del tiempo como hoy en día lo conocemos.
Werk es una palabra alemana que hace referencia al trabajo, a la evolución, a la creación y al hecho de suscitar emoción.
Desde 2003, URWERK presenta un nuevo modelo y produce unos 150 relojes cada año.

## Concepto
El concepto de la marca se basa en 3 pilares:
- La visualización de la hora de modo alternativo.La colección "Satélite" es la más emblemática de la marca. "Satélites" en órbita indican el tiempo en horas y minutos en una esfera en semicirculo de círculo de 120°. El UR-100, salida por primera vez en 2019, permite seguir la rotación de la Tierra alrededor del sol y sus la velocidad, para mezclar la noción del tiempo con la del espacio.[5]
- La precisión. A través de su colección "Chronometry", URWERK vuelve a una visualización más tradicional, pero desafía los límites de la medición mecánica del tiempo. La pieza más elaborada de esta colección es el reloj AMC. Esta pieza, inspirada por las  pendules sympathiques de Breguet,[6] combina un reloj atómico que interactúa con un reloj mecánico.
- La innovaciónA través del conjunto entre técnicas relojeras y el diseño.

## Premios
- 2011 : Premio del reloj de diseño de la Fundación del gran premio de relojería de Ginebra para el reloj UR-110.[7]
- 2014 : Premio de la innovación de la Fundación del gran premio de relojería de Ginebra para el reloj EMC.[8]
- 2014 : Premio de la excepción mécanique de la Fundación del gran premio de relojería de Ginebra para el reloj EMC.[8]
- 2019 : Premio de la audacia (Audacity Prize) de la Fundación del gran premio de relojería de Ginebra para el reloj AMC.[9]
- 2020 : Espíritu entrepreneurial (Entrepreneurial spirit) del Premio GAÏA del Museo internacional de relojería.[10]